# Unione Sportiva Ravenna 1990-1991
Questa pagina raccoglie le informazioni riguardanti l'Unione Sportiva Ravenna nelle competizioni ufficiali della stagione 1990-1991.

## Stagione
Nella stagione 1990-1991 il Ravenna ha disputato il girone B del campionato di Serie C2, ottenendo il quarto posto in classifica con 42 punti. Il torneo è stato vinto con 45 punti dal Palazzolo che è stato promosso in Serie C1, la seconda promossa è stata la Spal che è giunta seconda con 44 punti, appaiata alla Solbiatese che ha battuto per 1-0 nello spareggio disputato a Monza il 20 giugno 1991. In questa stagione, il 25 luglio 1990 a Ravenna ha inizio l'era Daniele Corvetta quale presidente del Ravenna Calcio, che in pochi anni darà grandi soddisfazioni alla città, con la conquista della Serie cadetta. La squadra giallorossa inizia la stagione con allenatore Pierluigi Busatta e parte con il vento in poppa, chiude al primo posto il girone di andata con 24 punti, poi nel girone discendente ha una frenata, che la relega al quarto posto finale. Il 3 marzo il Ravenna viene sconfitto (1-0) dal Legnano, nelle ore successive al confronto viene esonerato il tecnico, sostituito da Giancarlo Cadè che però resta in carica solo cinque partite, per fare ritorno da Pierluigi Busatta per le ultime sette gare del campionato. Miglior marcatore stagionale è stato Biagio Lombardi con 11 reti, tre delle quali in Coppa Italia ed otto in campionato. Nella Coppa Italia la squadra giallorossa disputa il girone E vinto dalla Centese, sommando 2 vittorie, un pareggio e tre sconfitte.

## Rosa
| N. |                   | Ruolo | Calciatore           |
| -- | ----------------- | ----- | -------------------- |
|    | Italia (bandiera) | C     | Roberto Antonioli    |
|    | Italia (bandiera) | D     | Alex Bagarin         |
|    | Italia (bandiera) | A     | Corrado Baglieri     |
|    | Italia (bandiera) | D     | Enrico Barone        |
|    | Italia (bandiera) | A     | Roberto Bidini       |
|    | Italia (bandiera) | P     | Maurizio Bonati      |
|    | Italia (bandiera) | D     | Pierangelo Carletti  |
|    | Italia (bandiera) | A     | Nazzareno Dal Balcon |
|    | Italia (bandiera) | P     | Valentino De Grandi  |
|    | Italia (bandiera) | D     | Piero D'Orazio       |

| N. |                   | Ruolo | Calciatore         |
| -- | ----------------- | ----- | ------------------ |
|    | Italia (bandiera) | A     | Oliviero Garlini   |
|    | Italia (bandiera) | D     | Gabriele Lazzerini |
|    | Italia (bandiera) | C     | Biagio Lombardi    |
|    | Italia (bandiera) | C     | Sandro Melotti     |
|    | Italia (bandiera) | C     | Massimo Pavanel    |
|    | Italia (bandiera) | D     | William Pederzoli  |
|    | Italia (bandiera) | C     | Andrea Rossato     |
|    | Italia (bandiera) | A     | Giovanni Rossi     |
|    | Italia (bandiera) | C     | Mariano Sotgia     |
|    | Italia (bandiera) | C     | Giuseppe Zanni     |

## Risultati

### Campionato

#### Girone di andata
| Bergamo 16 settembre 1990 1ª giornata | Virescit Bergamo | 0 – 0 | Ravenna | Stadio Atleti Azzurri d'Italia\| Arbitro: \| Baudo (Torino) \| |
| Arbitro:                              | Baudo (Torino)   |       |         |                                                                |

| Arbitro: | Costa (Treviso) |

|                                                     |           |             |
| Baglieri 15’, 89’ (rig.) Lombardi 23’ Pederzoli 52’ | Marcatori | 48’ Rivetta |

| Arbitro: | Bertocci (Genova) |

|                     |           |                          |
| Baglieri 58’ (rig.) | Marcatori | 89’ (rig.) Franceschetti |

| Treviso 7 ottobre 1990 4ª giornata | Treviso            | 0 – 0 | Ravenna | Stadio Omobono Tenni\| Arbitro: \| Iannello (Voghera) \| |
| Arbitro:                           | Iannello (Voghera) |       |         |                                                          |

| Arbitro: | Grimaldi (Catania) |

|                                              |           |  |
| Baglieri 9’ (rig.) G. Rossi 22’ Lombardi 81’ | Marcatori |  |

| Fiorenzuola d'Arda 21 ottobre 1990 6ª giornata | Fiorenzuola       | 0 – 0 | Ravenna | Stadio Comunale\| Arbitro: \| Rigutto (Maniago) \| |
| Arbitro:                                       | Rigutto (Maniago) |       |         |                                                    |

| Arbitro: | Schellino (Biella) |

|                                |           |  |
| G. Rossi 38’, 69’ Lombardi 88’ | Marcatori |  |

| Cento 11 novembre 1990 8ª giornata | Centese        | 0 – 0 | Ravenna | Stadio Loris Bulgarelli\| Arbitro: \| Rossi (Rovigo) \| |
| Arbitro:                           | Rossi (Rovigo) |       |         |                                                         |

| Arbitro: | Anselmo (Asti) |

|              |           |  |
| Lombardi 90’ | Marcatori |  |

| Arbitro: | Saia (Palermo) |

|             |           |                            |
| Cortesi 55’ | Marcatori | 25’ Antonioli 69’ Baglieri |

| Arbitro: | Collina (Bologna) |

|                       |           |  |
| Garlini 66’ Zanni 86’ | Marcatori |  |

| Pieve di Soligo 9 dicembre 1990 12ª giornata | Pievigina           | 0 – 0 | Ravenna | Stadio Comunale\| Arbitro: \| Di Filippo (Chieti) \| |
| Arbitro:                                     | Di Filippo (Chieti) |       |         |                                                      |

| Arbitro: | Baldas (Trieste) |

|                                 |           |  |
| Baglieri 60’ (rig.) Garlini 82’ | Marcatori |  |

| Arbitro: | Lana (Torino) |

|                  |           |                     |
| Messina 46’, 52’ | Marcatori | 79’ (rig.) Lombardi |

| Arbitro: | Conocchiari (Macerata) |

|              |           |  |
| G. Rossi 84’ | Marcatori |  |

| Arbitro: | Destro (Alessandria) |

|            |           |  |
| Roveda 85’ | Marcatori |  |

| Arbitro: | Marchese (Napoli) |

|                                   |           |                    |
| Dal Balcon 45’ Garlini 71’ (rig.) | Marcatori | 60’ (aut.) Garlini |

#### Girone di ritorno
| Arbitro: | Dinelli (Lucca) |

|                                         |           |               |
| G. Rossi 69’ Lombardi 78’ Antonioli 80’ | Marcatori | 76’ S. Protti |

| Suzzara 10 febbraio 1991 19ª giornata | Suzzara                          | 0 – 0 | Ravenna | Stadio Comunale\| Arbitro: \| Colbertaldo (Bassano del Grappa) \| |
| Arbitro:                              | Colbertaldo (Bassano del Grappa) |       |         |                                                                   |

| Arbitro: | Minotti (Frosinone) |

|          |           |  |
| Sana 55’ | Marcatori |  |

| Arbitro: | Canzonieri (Roma) |

|                                     |           |                   |
| Toscano 3’ (aut.) G. Rossi 46’, 58’ | Marcatori | 5’ (rig.) Toffoli |

| Arbitro: | Giove (Bari) |

|              |           |  |
| Corrente 46’ | Marcatori |  |

| Arbitro: | Braschi (Prato) |

|  |           |                             |
|  | Marcatori | 8’ Pozzi 22’ (rig.) Pompini |

| Arbitro: | Arena (Ercolano) |

|                               |           |            |
| Rovellini 8’ (rig.) Monti 42’ | Marcatori | 81’ Bidini |

| Ravenna 30 marzo 1991 25ª giornata | Ravenna              | 0 – 0 | Centese | Stadio Bruno Benelli\| Arbitro: \| Nepi (Ascoli Piceno) \| |
| Arbitro:                           | Nepi (Ascoli Piceno) |       |         |                                                            |

| Arbitro: | Capovilla (Verona) |

|  |           |                                  |
|  | Marcatori | 8’ Dal Balcon 68’, 78’ Antonioli |

| Ravenna 14 aprile 1991 27ª giornata | Ravenna              | 0 – 0 | Ospitaletto | Stadio Bruno Benelli\| Arbitro: \| Siciliano (Brindisi) \| |
| Arbitro:                            | Siciliano (Brindisi) |       |             |                                                            |

| Arbitro: | Racalbuto (Gallarate) |

|  |           |              |
|  | Marcatori | 79’ Lombardi |

| Ravenna 5 maggio 1991 29ª giornata | Ravenna          | 0 – 0 | Pievigina | Stadio Bruno Benelli\| Arbitro: \| Morello (Ragusa) \| |
| Arbitro:                           | Morello (Ragusa) |       |           |                                                        |

| Arbitro: | Pacifici (Roma) |

|             |           |               |
| Peluffo 13’ | Marcatori | 35’ Antonioli |

| Arbitro: | Pellegrino (Barcellona Pozzo di Gotto) |

|                                       |           |                         |
| D'Orazio 8’ G. Rossi 30’ Lombardi 88’ | Marcatori | 37’ Tirloni 40’ Messina |

| Arbitro: | Genovese (Avellino) |

|               |           |  |
| Lucchetti 33’ | Marcatori |  |

| Ravenna 2 giugno 1991 33ª giornata | Ravenna          | 0 – 0 | Cittadella | Stadio Bruno Benelli\| Arbitro: \| Griffo (Palermo) \| |
| Arbitro:                           | Griffo (Palermo) |       |            |                                                        |

| Arbitro: | Gronda (Genova) |

|             |           |                           |
| Piccoli 12’ | Marcatori | 2’ Antonioli 71’ Baglieri |

### Coppa Italia
| 19 agosto 1990 1ª giornata |  | – Turno di riposo Ravenna |  |  |

| Arbitro: | Conocchiari (Macerata) |

|                                 |           |                   |
| La Scala 61’ 64’, 87’, 90’ Tani | Marcatori | 55’, 85’ Lombardi |

| Ravenna 26 agosto 1990 3ª giornata | Ravenna         | 0 – 0 | Baracca Lugo | Stadio Bruno Benelli\| Arbitro: \| Treossi (Forlì) \| |
| Arbitro:                           | Treossi (Forlì) |       |              |                                                       |

| Arbitro: | Bortoli (Schio) |

|                           |           |              |
| Favaretto 35’ Guiotto 44’ | Marcatori | 65’ Lombardi |

| Arbitro: | Bizzotto (Castelfranco Veneto) |

|                           |           |                     |
| G. Rossi 28’ Baglieri 55’ | Marcatori | 20’ (rig.) Casonato |

| Arbitro: | Babini (Modena) |

|             |           |  |
| Labardi 74’ | Marcatori |  |

| Arbitro: | Zucchini (Bologna) |

|               |           |  |
| Dal Balcon 3’ | Marcatori |  |